# Laemocoris
Laemocoris is een geslacht van wantsen uit de familie van de Miridae (Blindwantsen). Het geslacht werd voor het eerst wetenschappelijk beschreven door Odo Reuter in 1879.

## Soorten
Het genus bevat de volgende soorten:

- Laemocoris angusticollis Linnavuori, 1975
- Laemocoris beja Linnavuori, 1964
- Laemocoris dispar K. Schmidt, 1939
- Laemocoris divisus Linnavuori, 1964
- Laemocoris facetus Horváth, 1907
- Laemocoris farsianus Linnavuori, 2004
- Laemocoris fetensis Linnavuori, 1983
- Laemocoris hirsutus Linnavuori, 1996
- Laemocoris javanus Breddin, 1905
- Laemocoris nomidicus Linnavuori, 1975
- Laemocoris orphanus Linnavuori, 1964
- Laemocoris pygmaeus Linnavuori, 1975
- Laemocoris quinquemaculatus (Wagner, 1951)
- Laemocoris remanei Wagner, 1960
- Laemocoris reuteri Reuter, 1879
- Laemocoris trimaculatus Linnavuori, 1964
- Laemocoris zarudnyi Reuter, 1904